# Giorgio Petrosyan
Giorgio Petrosyan (armenisch Գևորգ Պետրոսյան Gevorg Petrosyan; * 10. Dezember 1985 in Jerewan) ist ein italienisch-armenischer Kickboxer. Sein Spitzname lautet „The Doctor“.

## Karriere
Nachdem Petrosyan im Alter von dreizehn Jahren aus Armenien nach Italien ausgewandert war, begann er im Alter von vierzehn Jahren mit dem Muay Thai in Gorizia bei Alfio Romanut.
Im Wettkampf startete er im Alter von sechzehn Jahren als Muay Thaiboxer im Bantamgewicht. Er ging die Gewichtsklassen durch und kämpfte schließlich im Mittelgewicht, wo er Titel gewann.
Sein Wechsel zu den Kickbox-Regeln begann 2008, als er für It’s Showtime und K-1 zu kämpfen begann. Petrosyan konnte sich 2009 und 2010 als bestes Mittelgewicht der Welt etablieren und gewann zwei aufeinanderfolgende K-1 World MAX-Turniere. 2012 kam er nach dem Ende von It’s Showtime und K-1 zu Glory und gewann das Glory 2012 Lightweight Slam-Turnier.
Bei dem zweiten Glory-Leichtgewichtsturnier am 23. November 2013 verlor Petrosyan gegen Andy Ristie durch K. o. im Halbfinale, das eine unbesiegte sechsjährige Periode und zweiundvierzig Spiele endete.

## Titel
- 2019 ONE Kickboxing Featherweight World Grand Prix Champion
- 2017 ISKA Super Welterweight K-1 Rules World Championship
- 2017 W5 World Championship Title (-71 kg)
- 2015 Hero Legends -70 kg Championship
- 2012 Glory 70kg Slam Tournament Champion
- 2010 K-1 World Max Champion
- 2009 K-1 World Max Champion
- 2009 WKN Intercontinental Welterweight Oriental Championship
- 2007 Janus Fight Night tournament champion
- 2006 Janus Fight Night tournament champion
- 2006 KL World title (-67 kg)
- 2006 Italian Extreme IV Tournament Championship
- 2005 WMC Intercontinental Welterweight Muay Thai champion
- 2004 MTA European champion
- 2003 MTA Italian champion